# Splavnaja
Splavnaja (in lingua russa Сплавная) è un centro abitato dell'Oblast' di Magadan, situato nel Chasynskij rajon.